# برایان توماس ماهون
برایان توماس ماهون (انگلیسی: Bryan Mahon; ۲ آوریل ۱۸۶۲ – ۲۹ سپتامبر ۱۹۳۰) فرد نظامی اهل جمهوری ایرلند بود. وی همچنین برندهٔ جوایزی همچون نشان حمام و نشان سلطنتی ویکتوریایی شده‌است.